# Аванесов, Варлаам Александрович
Варлаа́м Алекса́ндрович Аване́сов (настоящее имя — Суре́н Ка́рпович Мартирося́н, 24 марта (5 апреля) 1884 — 16 марта 1930) — советский государственный деятель армянского происхождения.

## Биография
Родился в городе Кагызмане Карсской области в крестьянской семье.
Начальное образование получил в местной приходской школе. В 1896 году после переезда на Северный Кавказ поступил в Ставропольскую мужскую гимназию.
Ещё гимназистом примкнул к армянской партии «Дашнакцутюн». В 1901 порвал с «Дашнакцутюном» и вступил в армянскую социал-демократическую партию (Гнчак), в 1903 переходит в РСДРП (меньшевиков). В 1905—1907 вёл пропагандистскую работу в войсковых частях Ставрополя, Екатеринодара и Новороссийска. Чтобы избежать преследований, отправился в Швейцарию с паспортом персидского подданного Арменака Александровича Аванесянца. С тех пор он стал известен как В. А. Аванесов. В 1913 окончил медицинский факультет Цюрихского университета, возвратился в Москву и вёл подпольную работу. С 1914 — член партии большевиков.
С февраля 1917 года — член Президиума Исполнительного комитета Московского Совета рабочих и солдатских депутатов. В сентябре 1917 года вошёл в состав первого большевистского президиума Моссовета. Участник Октябрьского вооружённого восстания, член Петроградского военно-революционного комитета (ВРК), заведующий отделом печати и информации ВРК. На II Всероссийском съезде Советов (1917) избирается членом Всероссийского центрального исполнительного комитета (ВЦИК) и был членом Президиума (c 1919) и секретарем ВЦИК 2-6 созыва.
В 1918—1921 — комиссар по делам Армении при Наркомате по делам национальностей РСФСР. Под его руководством Комиссариат по делам армян проделал значительную работу по оказанию помощи армянским беженцам, нашедшим прибежище в России. Во многих городах Советской России были созданы армянские школы, библиотеки, театры, музеи, издавались газеты. Он принял активное участие в разработке проекта декрета «О турецкой Армении» (1917).
С марта 1919 — член Коллегии Всероссийской чрезвычайной комиссии по борьбе с контрреволюцией и саботажем (ВЧК). C августа — второй заместитель начальника Особого отдела ВЧК. Во время наступления войск А. И. Деникина был членом тройки по обороне Московского района. В 1920—1922 — член коллегии ВЧК и одновременно в 1919—1924 — член коллегии Наркомата госконтроля РСФСР, заместитель наркома Рабоче-Крестьянской инспекции. В 1924—1925 — заместитель наркома внешней торговли СССР. В 1922—1927 — член ЦИК СССР. С 1925 — член Президиума Высшего совета народного хозяйства СССР, и на него была возложена обязанность создания при Президиуме ВСНХ Управления военной промышленностью. Был одним из первых организаторов и начальником Главной инспекции ВСНХ, позже руководил в нём отчетным отделом, затем снабженческим сектором.
28 декабря 1927 года награждён орденом Красного Знамени.
Умер 16 марта 1930 года. Урна с прахом захоронена в колумбарии Новодевичьего кладбища (старый колумбарий 2 секция).
В его честь был назван советский танкер «Варлаам Аванесов».